# Zoé Fleurentin
Zoé Fleurentin (Château-Thierry, 21 mars 1812 - Paris 5e, 18 mai 1864) est une poète française.

## Biographie
Fille d'un major des armées de Napoléon, tôt orpheline elle a été élève de la maison impériale de saint-Denis, où elle gagna l'amitié de Félicie d'Ayzac. Elle vivait à Paris et gagnait sa vie en donnant des leçons particulières.

## Œuvres
- Poésies élégiaques, Paris, C. Vanier, 1861 (lire en ligne)
- Nouveau livre de compliments, en vers et en prose, pour le jour de l'an et les fêtes, Theodore Lefevre, 1877, 248 p.